# Історія Центральної Америки

Політична еволюція Центральної Америки і Карибського басейну з 1700 року по теперішній час

Історія Центральної Америки — це дослідження регіону, відомого як Центральна Америка.

## Перед зустріччю з європейцями
У доколумбову епоху північні райони Центральної Америки населяли корінні народи Мезоамерики. Найбільш розвиненими серед них були майя, які побудували численні міста по всьому регіону, та ацтеки, які створили велику імперію. Мешканці доколумбових східного Сальвадору, східного Гондурасу, Карибського басейну Нікарагуа, більшості Коста-Рики і Панами говорили переважно чибчанськими мовами в момент контакту з європейцями і розглядаються деким культурно різними, а деким — згрупованими в Істмо — Колумбійський район.

## Іспанська колоніальна ера
Центральна Америка складається з семи незалежних держав: Беліз, Коста-Рика, Сальвадор, Гватемала, Гондурас, Нікарагуа і Панама. Після іспанського завоювання у XVI столітті, у більшості жителів Центральної Америки була схожа долю. Винятком стала Західно-Карибська зона, яка включала карибське узбережжя і охоплювала як напівнезалежні корінні уряди, громади рабів-утікачів, так і європейських поселенців, особливо британські поселенці, які врешті-решт утворили британський Гондурас (сучасна нація Белізу), малонаселений район, який був заселений англійцями через Мадридський договір з Іспанією. Коли Іспанія не змогла відновити контроль над британським Гондурасом, англійці продовжували населяти країну і врешті-решт колонізували її. Коли Гватемала здобула незалежність, вони прийняли у спадщину британський Гондурас з Іспанії. Британський Гондурас був британським поселенням, а не колонією (договір між Іспанією та Сполученим Королівством забороняв створювати британські колонії на території) протягом декількох років. Після багатьох років суперечок був підписаний договір між Гватемалою та Сполученим Королівством, в якому президент Гватемали того часу визнав початкову територію (надану королівством Іспанії Британській корони) Белізу. У рамках цього договору також була укладена угода про створення колісної дороги від міста Гватемала через Британський Гондурас до Карибського моря. Оскільки колісна дорога не була побудована, Гватемала оголосила про недійсний договір. Британський Гондурас, як це називали британці, і Беліз, як говорили іспанці та гватемальці, здобули незалежність від Великої Британії в 1981 році і прийняли назву «Беліз». Гватемала все ще заперечує суверенність Белізу.
З 16-го століття до 1821 року Центральна Америка утворила [Капітанський генерал Гватемали], іноді відомий також як Королівство Гватемала, складене частиною штату Чіапас (нині Мексика), Гватемала, Сальвадор, Гондурас, Нікарагуа та Коста-Рика. Офіційно Капітанський був частиною віце-королівства Нової Іспанії і тому перебував під наглядом іспанського віце-короля в Мехіко. Воно, однак, здійснювалося не віце-королем або його заступниками, а самостійно призначеним капітаном-генералом зі штаб-квартирою спочатку в Антигуа і пізніше в Гватемалі.

## Незалежність
У 1811 р. у Сальвадорі почалися незалежні рухи у відповідь на події у Війни півострова, і знову в 1814 році після відновлення Фердинанда VII. Обидва повстання були легко придушені, і політичні заворушення потрапили до загального політичного процесу в іспанському світі, що призвело до іспанської конституції 1812 року. У період між 1810 і 1814 рр. головний генерал обрав сім представників в Кадіс-Кортес, крім того, щоб створити місцеву обрану провінційну депутацію. У 1821 році з'їзд Центральноамериканських криоллос в Гватемалі склав Акт про незалежність Центральної Америки, щоб проголосити незалежність регіону від Іспанії, чинний 15 вересня того ж року. Ця дата все ще відзначається як День незалежності більшістю країн Центральної Америки. Іспанський головний генерал Габіно Гаїнза співчував повстанцям і вирішив, що він повинен залишитися тимчасовим лідером, доки не утвориться новий уряд. Незалежність була недовгою, оскільки консервативні лідери в Гватемалі 5 січня 1822 р. Вітали анексію Першої мексиканської імперії Агустін де Ітурбід. Центральні американські ліберали були проти цього, але армія з Мексики під керівництвом генерала Вісенте Філісоли окупувала місто Гватемалу і придушила інакшомислення.
Коли Мексика стала республікою наступного року, вона визнала право Центральної Америки визначати свою власну долю. 1 липня 1823 року був створений конгрес Центральної Америки, який оголосив про незалежність від Іспанії, Мексики та будь-якої іншої іноземної держави, включаючи Північну Америку, і республіканську систему державного управління.

### Об'єднані провінції Центральної Америки 2018
У 1823 р. Утворилася нація Центральної Америки. Вона мала на меті бути федеральною республікою за зразком Сполучених Штатів Америки. Воно було умовно відоме як «Об'єднані провінції Центральної Америки», а останнє ім'я згідно з Конституцією 1824 року було «Федеративна Республіка Центральна Америка». Це іноді неправильно посилається на англійську мову як «Сполучені Штати Центральної Америки». Центральноамериканська держава складалася з держав Гватемали, Сальвадору, Гондурасу, Нікарагуа і Коста-Рики. У 1830-х роках було додано додаткову державу Лос-Альтос, з її столицею в Кецальтенанго, що займає частину теперішнього західного високогір'я Гватемали, а також частину Чіапасу (тепер частина Мексики), але ця держава була відновлена до Гватемали і Мексики відповідно в 1840 році.
Центральноамериканські ліберали мали великі надії на федеративну республіку, яку на їхню думку, можна було б перетворити на сучасну демократичну націю, збагачену через торговельні переходи через Атлантичний і Тихий океани. Ці прагнення відображені в емблемах федеральної республіки: прапор показує білу смугу між двома блакитними смугами, що представляють землю між двома океанами. Герб показує п'ять гір (по одному на кожну державу) між двома океанами, увінчаними фригійською шапочкою, гербом Французької революції.
Союз розпався в громадянській війні між 1838 і 1840 роками. Її розпад почався, коли 5 листопада 1838 року Нікарагуа відокремилася від федерації.

### Об'єднані провінції Центральної Америки (подальша історія)
ОПЦА
Об'єднані Провінції Центральної Америки (або PUCA- Provincias Unidas De Centro Америка іспанською мовою) — це назва, дана різним державам Центральної Америки в період після незалежності Центральної Америки і, перш ніж стати окремими країнами (між 1823—1840). Це був політичний рух, який прагнув об'єднати регіони Сальвадору, Нікарагуа, Коста-Рики та Гватемали (у той час Панама і Беліз були окремо) під ліберальним федеральним урядом і вважав, що вони є сильною політичною одиницею. На жаль, через політичні розбіжності у різних державах ОПЦА врешті-решт розпалися, і регіони стали окремими країнами з громадянськими війнами, наслідки яких відчуваються і сьогодні.
Королівство Гватемала, як Центральна Америка була більш відома як під час іспанського і мексиканського правління, коли була приєднана до Мексики в 1822 році під владою імператора Агустина де Ітурбіда. Незабаром після цього опозиція з боку центральноамериканців почалася проти монарха, і вони прагнули до незалежності від Мексики. Невдале керівництво Ітурбіду Центральної Америки змусило його партію провалитися проти повстання і 1 липня 1823 Центральна Америка здобула незалежність.
Після здобуття незалежності чиновники з різних регіонів зібралися в хунті, щоб вирішити питання майбутнього Сальвадору, Нікарагуа, Коста-Рики, Гондурасу і Гватемали. Вони вирішили об'єднатися в федерацію з п'яти автономних держав, створивши таким чином ОПКА, термін якого придумав бригадний генерал Вісенте Філісола, який перебував у місті Гватемала.
Цілі ОПКА повинні були бути ліберальним урядом з політичними принципами, побудованими за зразком Сполучених Штатів, а також залишатися єдиними. Вони вважали, що «тільки провінції є занадто малими та слабкими в економічному відношенні, щоб вижити як суверенні держави», тому вони «запобігають фрагментації перешийок» і прагнуть до об'єднання. Проте ОПКА незабаром помітила, що між регіонами і консервативними партіями існує багато політичних ідеалів, а на другому кінці політичного спектра активно проявляється їхнє незадоволення під час нового ліберального режиму. Незважаючи на це, початок федерації відбувався відносно гладко, переговори допомагали їм реформувати кордони, столиці були переміщені, щоб пристосувати громадян, і економія кави зросла. Все це напруження між лібералами та консерваторами та боротьбою за владу в різних економіках дедалі більше зростали.
Одним з найбільш помітних ключових діячів ОПКА був Франсиско Морасан, ліберальний адвокат, який був обраний президентом ОПКА. У 1820-х і по 1830-і роки Морасан брав активну участь у ліберальних рухах у Центральній Америці, особливо в Гватемалі, Нікарагуа і Гондурасі проти консервативних партій. Ці битви між сторонами все більше розділяли націю, викликаючи кислі відносини і відстань між ними. Відмінності між лібералами, які хотіли вільної торгівлі, виступали за республіку і мали антиклеріальні погляди, протистояли консерваторам, які хотіли монархії, торгували під контролем і владою до церкви. Ці конфлікти, разом із спалахами холери, іноземним втручанням і лихом серед бідних викликали багато повстанців, які повстали проти ліберальних рухів і навпаки, призвели до різних громадянських воєн у Центральній Америці.
Морасан був затриманий в Коста-Риці консервативною партією, і вони вбили його 15 вересня 1842 р., що стало офіційним завершенням ОПКА. Після повідомлення про його смерть посилилися суперечки і боротьби протиборчих ліберальних і консервативних партій. Кажуть, що консервативно-ліберальна боротьба, за яку пропагувала Морасан, досі діє. Крім того, відсутність центральної влади виявилася непродуктивною і створила більше суперечок і недовіри в різних країнах. Фактично, іноземцям, які прагнули зробити економічні або політичні заперечення, сказали, що їм доводиться звертатися до кожної окремої області для консультацій і вважають це незручним. Прагнення до влади і їх нездатність подолати погані відносини між собою призвели до падіння ОПКА. Нікарагуа, Гондурас і Коста-Рика вийшли з союзу в 1838 році. У 1839 році Гватемала відокремилася, а в 1840 році Сальвадор зробив те ж саме.
Провінції незабаром після цього стали їхніми окремими республіканськими країнами, з якими ми сьогодні більш знайомі, і в кінцевому результаті Панама і Беліз приєдналися до того, що ми знаємо сьогодні як «Центральна Америка». Проте напруга між різними країнами продовжувала рости більш агресивно протягом усієї решти 19-го століття. Незважаючи на те, що будучи єдиними, загалом краще працювати в Центральній Америці, вони залишалися окремими. Хоча багато спроб возз'єднати народи намагалися протягом багатьох років це завжди призводило до провалу. Громадські війни продовжували бути частиною Центральної Америки до 20-го й частин 21-го століття.

### Велика Республіка Центральної Америки
У XIX столітті були зроблені різні спроби возз'єднати Центральну Америку, але жодного разу не вдалося:
- Перша спроба була в 1842 році колишнім президентом Франсіско Морасаном, який був швидко схоплений і страчений. Невдала спроба запропонувати відновити союз, як Конфедерація Центральної Америки, і планується включити Сальвадор, Гватемалу, Гондурас і Нікарагуа. Ця перша спроба тривала до 1844 року.
- Друга спроба була зроблена і тривала з жовтня по листопад 1852 року, коли Сальвадор, Гондурас і Нікарагуа створили Федерацію Центральної Америки (Federacion de Centro America).
- Президент Гватемали Джусто Руфіно Барріос спробував возз'єднати націю силою зброї в 1880-х роках і був убитий в процесі, як і його попередник 1842 року.
- Третій союз Гондурасу, Нікарагуа і Сальвадору як Великої Республіки Центральної Америки або «Республіка Майор де Центроамерика» тривав з 1896 по 1898 рік.
- Остання спроба сталася між червнем 1921 року та січнем 1922 року, коли Сальвадор, Гватемала, Гондурас та Коста-Рика утворили (другу) Федерацію Центральної Америки. Договір про створення цієї федерації був підписаний в Сан-Хосе, Коста-Рика 19 січня 1921 року. Ця друга Федерація була майже невдалою з самого початку, маючи лише тимчасову федеральну раду, що складалася з делегатів від кожної держави.

Незважаючи на відмову від тривалого політичного союзу, концепція возз'єднання Центральної Америки, незважаючи на відсутність ентузіазму у лідерів окремих країн, виникала час від часу. У 1856—1857 роках регіон успішно створив військову коаліцію, щоб відбити вторгнення американського авантюриста Вільяма Вокера. Сьогодні всі п'ять країн прапори, яких зберігають старий федеральний мотив двох зовнішніх синіх смуг, що обмежують внутрішню білу смужку. (Коста-Рика, традиційно найменш віддана п'ятірці регіональної інтеграції, значно змінила свій прапор у 1848 році, зробивши темнішим синій колір і додавши подвійну широку внутрішню червону смугу, на честь французького триколору).

## Період ліберальних реформ
Незважаючи на те, що дати цього періоду змінюються від країни до країни, вони приблизно відповідають періодам між 1870 і 1930 роками. За цей час політичні еліти п'яти країн Центральної Америки просунули реформи в сільському господарстві, торгівлі та переглянули відносини між державою, суспільством і економікою. Найбільш актуальними політичними діячами в цей період були президенти Юсто Руфіно Барріос в Гватемалі, Рафаель Залдівар в Сальвадорі, Брауліо Каррільйо Коліна і Томас Гвардія в Коста-Риці, Марко Ауреліо Сото в Гондурасі і Хосе Сантос Селая в Нікарагуа. Ключовим результатом цього періоду у всіх країнах Центральної Америки був перехід від комунальної до приватної власності на землю. Ступінь, до якої ліберали орієнтувалися на спільні землі для приватизації, змінювалася від країни до країни. Крім того, існували важливі відмінності у розмірі комерційної нерухомості. Іншою різницею серед політик, які пропагували ліберальні уряди, було використання примусу та організацій безпеки для здійснення реформ у сфері політики власності на землю.

## ХХ століття
У 1907 році був створений Центральноамериканський суд. 13 грудня 1960 року в Гватемалі, Сальвадорі, Гондурасі та Нікарагуа був створений Центральноамериканський спільний ринок. Коста-Рика вирішила не брати участі в ЦПМК. Метою ЦПМК було створення більшої політичної уніфікації та успішної політики індустріалізації імпортозаміщення. Проект мав негайний економічний успіх, але був залишений після «футбольної війни» 1969 року між Сальвадором і Гондурасом.
До 1930-х років компанія United Fruit володіла 3,5 млн акрів землі в Центральній Америці і Карибському басейні і була найбільшою власницею землі в Гватемалі. Такі холдинги надавали їй велику владу над урядами малих країн. Це був один з факторів, що призвели до виникнення фрази «Бананова республіка».
Центральноамериканський парламент працює як суто консультативний орган з 1991 року регіональні депутати від чотирьох колишніх членів Союзу (Нікарагуа, Гватемала, Сальвадор і Гондурас), а також з Панами і Домініканської Республіки.
Інша ініціатива відома як вільне пересування осіб в ЦА-4, яка відкрила кордони між Нікарагуа і Гватемалою, усунувши необхідність перенесення паспорта для перетину кордонів, достатньо лише національного ідентифікатора (cédula de identidad), щоб перетнути кордони. Ця ініціатива є результатом переговорів Центральноамериканської комісії директорів міграції (OCAM) за підтримки Міжнародної організації з міграції (МОМ). Ця ініціатива діє з 2007 року.  

## Історія країн Центральної Америки
- Історія Белізу
- Історія Гватемали
- Історія Сальвадору
- Історія Гондурасу
- Історія Нікарагуа
- Історія Коста-Рики
- Історія Панами

### Колоніальна епоха
- Brown, Richmond F. Juan Fermín de Aycinena, Central American Colonial Entrepreneur, 1729—1796. Norman: University of Oklahoma Press 1997.
- Dym, Jordana and Christophe Belaubre, eds. Politics, Economy, and Society in Bourbon Central America. Norman: University of Oklahoma Press 2007.
- Gerhard, Peter. The Southeast Frontier of New Spain. Princeton: Princeton University Press 1979.
- Jones, Grant D., The conquest of the last Maya kingdom. Stanford, Calif.: Stanford University Press, 1998.
- Jones, Grant D., Maya resistance to Spanish rule: time and history on a colonial frontier. Albuquerque: University of New Mexico Press, c1989.
- Kinkead, D.T., ed. Urbanization in Colonial Central America. Seville 1985.
- Lanning, John Tate, The Eighteenth-Century Enlightenment in the University of San Carlos de Guatemala. Ithaca: Cornell University Press 2001.
- MacLeod, Murdo J., Spanish Central America: A Socioeconomic History, 1520—1720. Berkeley and Los Angeles: University of California Press 1973.
- Patch, Robert W. Indians and the Political Economy of Colonial Central America, 1670—1810. Norman: University of Oklahoma Press 2013.
- Sherman, William. Forced Native Labor in Sixteenth Century Central America. Lincoln: University of Nebraska Press 1979.
- Wortman, Miles. Government and Society in Colonial Central America. New York 1982.

### Після незалежності
- Booth, John A., Christine J. Wade, and Thomas Walker, eds. Understanding Central America: Global Forces, Rebellion, and Change (Westview Press, 2014)
- Bulmer-Thomas, Victor. Political Economy of Central America Since 1920. New York: Cambridge University Press 1987.
- Coatsworth, John H. Central America and the United States: the clients and the `colossus (Twayne Pub, 1994)
- LaFeber, Walter. Inevitable Revolutions: The United States in Central America (2nd edition). New York, Norton & Company, 1993. ISBN 978-0-393-01787-8
- LeoGrande, William M. Our Own Backyard: The United States in Central America, 1977—1992 (Univ of North Carolina Press, 1998) Online edition [Архівовано 14 лютого 2019 у Wayback Machine.]